# Шайтанов, Игорь Олегович
И́горь Оле́гович Шайта́нов (род. 7 августа 1947, Вологда) — советский и российский литературовед, литературный критик, доктор филологических наук (1989), профессор, заведующий кафедрой сравнительной истории литератур историко-филологического факультета РГГУ (2008—2017). Автор исследований по вопросам истории английской литературы, русской литературы XIX и XX веков. Главный редактор журнала «Вопросы литературы».

## Биография
Сын литературоведов, преподавателей Вологодского педагогического института Олега Владимировича (1914—2001) и Музы Васильевны Шайтановых (урожд. Перова; 1920—2008).
Окончил филологический факультет МГУ, в 1975 году защитил кандидатскую диссертацию «Исторические драмы Бернарда Шоу: к вопросу об эволюции жанра» (научный руководитель д. ф. н., профессор Н. П. Михальская). Преподавал в ВГПИ и в МГПИ им. В. И. Ленина. В 1989 году защитил докторскую диссертацию «Концепция природы и жанрово-стилистическое решение её образа в поэзии XVIII века : сравнительный анализ английской и русской традиции».
Лауреат премии имени А. Н. Веселовского РАН за цикл работ: «Александр Веселовский. Избранное: историческая поэтика», «Александр Веселовский. Избранное: На пути к исторической поэтике», «Компаративистика и/или поэтика. Английские сюжеты глазами исторической поэтики», «Шекспир» (2014).

## Основные работы
- Как было и как вспомнилось (Современная автобиографическая мемуарная проза). М.: Знание, 1981. 64 с.;
- В содружестве светил: Поэзия Н. Асеева. М.: Советский писатель, 1985. 398 с.;
- Мыслящая муза: «Открытие природы» в поэзии XVIII в. М.: Прометей, 1989. 259 с.;
- Зарубежная литература: Средние века. М.: Просвещение, 1996. 415 с. (в соавторстве с Афанасьевой О. В.);
- Зарубежная литература: Эпоха Возрождения. М.: Просвещение, 1997. 400 с.;
- История зарубежной литературы : Эпоха Возрождения: В 2 т. М.: Владос, ИМПЭ им. А. С. Грибоедова, 2001. Т. 1 — 208 с., Т. 2 — 224 с.
- Шекспир. М.: Молодая гвардия (Жизнь замечательных людей). 2013. 474 с. ISBN 978-5-235-03626-0

Статьи
- Историческая поэтика А. Н. Веселовского: сравнительный метод // Знание. Понимание. Умение. — 2007. — № 3. — С. 170–175.
- «Поэты-кавалеры» в традиции английского стиха и русского перевода // Вопросы литературы. — 2008. — № 3. — С. 213—232.